# Thecla eronos
Thecla eronos är en fjärilsart som beskrevs av Druce 1890. Thecla eronos ingår i släktet Thecla och familjen juvelvingar. Inga underarter finns listade i Catalogue of Life.